# 戸田レーシング
株式会社戸田レーシング（とだレーシング、英: TODA RACING Co., Ltd.）は、日本の自動車部品サプライヤー、レーシングエンジンコンストラクターである。独自のレーシングチーム運営も手がける。

## 概要
1971年に設立されたレーシングエンジンチューナーであり、日本のレース業界ではケン・マツウラレーシングサービスなどと並んだ老舗である。創業当初からホンダエンジンのチューニングを手がけていたことからホンダとの関係が深いが、他にトヨタ・BMW等のエンジンのチューニングも手がけている。また一般ユーザー向けのアフターパーツの販売も積極的に行っている。

## レース活動
創業当初よりFJ1300・FL500など当時のジュニア・フォーミュラレース向けに独自のエンジン・シャシー等を供給していた。
1988年に全日本F3選手権に独自チームでの参戦を開始して以降、現在まで断続的に自社チームでF3へ参戦し続けており、無限・MF204エンジンの主要ユーザーとしてトムス・童夢・INGINGらと長年に渡り戦いを繰り広げている。特に2007年にMF204エンジンの開発元であるM-TECが全日本F3から撤退したため、2008年以降は同社が独自にエンジンを開発して参戦する形となった（2011年は参戦休止）。2013年からは完全自社製エンジンである「TR-F301」で全日本F3→全日本スーパーフォーミュラ・ライツ選手権に参戦していたが、エンジン開発費用の問題等のため2020年を最後にTR-F301を用いての参戦を終了した。2025年は自社チームでの参戦を終了、新規参入するDELiGHTWORKS RACINGのメンテナンスを担当する。
日本のフォーミュラ4（F4）でも、同社がチューニングするホンダ・B18Cが2009年まで事実上のワンメイクエンジンとして使用されていた。2013年現在もF4用にエンジンの供給を継続している。また2015年に発足したFIA-F4選手権でも、ワンメイクシャシー（童夢・F110）用のギアボックスを供給している。そのほか、ホンダレーシングスクール鈴鹿のフォーミュラカー部門（HRS-Suzuka Formula）向けにも複数種類のエンジンを供給している。
SUPER GTではCars Tokai Dream28との関係が深く、同チームが走らせるムーンクラフト・紫電やマクラーレン・MP4-12Cのエンジンメンテナンスを担当している。